# Barbara Uthmann
Barbara Uthmann   (Annaberg-Buchholz, 1512 (Gregorià) - Annaberg-Buchholz, 1575 (Gregorià)) es considera una de les més grans defensores de la punta al coixí (probablement de forma incorrecta, tal com explica Reinhart Unger, alhora que va ser una dona de negocis molt important a la regió de les Muntanyes Metal·líferes. El seu cognom també es pot trobar escrit com Uttmann, però Uthmann es considera correcte generalment.
Era la filla de Heinrich von Elterlein i va continuar els negocis del seu difunt marit amb èxit, Christoph Uthmann, però va fer fallida a causa d'una conspiració de la competència. Per tant, es veié obligada a buscar un nou camp on treballar. Encara que sigui coneguda per la punta al coixí, no es pot provar històricament que en manufacturés, encara que si que se sap que va produir trenes activament. De vegades, va arribar a contractar 900 persones perquè les fabriquessin. En morir, va deixar una feina molt considerable i encara es considera una de les persones més extraordinàries dels Monts Metàl·lics.